# Курга (приток Пинеги)
Курга — река в России, протекает по Пинежскому району Архангельской области. Длина реки составляет 16 км.
Истоком реки является озеро Кургское, лежащее на высоте 73 м над уровнем моря. Вытекая из его южной оконечности, Курга направляется на юг, пересекает южную окраину болота Низкого и входит в таёжный массив. Затем поворачивает на запад, протекает между болотами Переймы и Сенной Калтус. Впадает в Пинегу в 245 км от её устья по правому берегу у заброшенной деревни Курга на высоте 29 м над уровнем моря.
Основные притоки — речки Хвойник и Пашеньга — впадают слева.

## Данные водного реестра
По данным государственного водного реестра России относится к Двинско-Печорскому бассейновому округу, водохозяйственный участок — река Пинега, речной подбассейн реки — Северная Двина ниже места слияния Вычегды и Малой Северной Двины. Речной бассейн реки — Северная Двина.
Код объекта в государственном водном реестре — 03020300312103000038276.